# Clancy Brown
Clarence J. Brown III (født 5. januar 1959) er en amerikansk filmskuespiller og stemmeskuespiller. Han er stemmen bag Lex Luthor i Superman-tegnefilmene og Doctor Neo Cortex i Crash Bandicoot-spillene.

## Udvalgt filmografi

### Film
- Highlander (1986) – Victor Kruger/The Kurgan
- En verden udenfor (1994) – Kapt. Byron Hadley
- Dead Man Walking (1995) – State Trooper
- Starship Troopers (1997) – Sgt. Zim
- Flubber (1997) – Smith
- SvampeBob Firkant (2004) – stemme, Eugene Krabbe
- Warcraft (2016) – Blackhand

### Tv-serier
- SvampeBob Firkant (1999-) – stemme, Eugene Krabbe
- Archer (1 afsnit, 2014) – stemme, Ricky
- The Flash (3 afsnit; 2014-15) – General Wade Eiling

## Udvalgte spil
- Crash Bandicoot 2: Cortex Strikes Back (1997) – stemme, Dr. Neo Cortex
- Fallout (1997) – stemme, Rhombus
- Crash Bandicoot 3: Warped – stemme; Dr. Neo Cortex, Uka Uka
- Spyro the Dragon (1998) – stemme; Delbin, Obasi, Unika, Enzo, Maximos, Nestor, Titan, Boris
- Crash Bash (2000) – stemme; Dr. Neo Cortex, Uka Uka
- Crash Bandicoot: The Wrath of Cortex (2001) – stemme; Dr. Neo Cortex, Uka Uka
- God of War III (2010) – stemme, Hades
- Detroit: Become Human (2018) - stemme, Lieutenant Hank Anderson